# Enki Bilal
Enki Bilal (Belgrad, 7 d'octubre de 1951) és un dibuixant de còmics francès, i director de cinema.

## Biografia
Nascut a Belgrad, Sèrbia (antiga Iugoslàvia), se'n va anar a viure a París a l'edat de 9 anys. Allí, amb 14, va conèixer René Goscinny, amb l'ànim del qual, va decidir dedicar el seu talent als còmics. Va treballar a la revista Pilote de Goscinny durant els 70, tot publicant la seva primera història, Le Bol Maudit, el 1972. Va començar treballant amb l'escriptor de còmics Pierre Christin el 1975 en una sèrie de relats foscos i surrealistes.
La trilogia de Nikopol (La Foire aux Immortels, La Femme Piège and Froid Équateur) van necessitar més d'una dècada per aparèixer, però és probablement la millor obra de Bilal, que va escriure les històries a més de fer tot el treball artístic - el capítol final, Fred Equador va ser premiat com a Llibre de l'Any per la revista Lire i és reconegut per l'inventor del Chess boxing, Iepe Rubingh, com la inspiració per a aquest nou esport.
Dins les seves darreres publicacions hi ha Rendez-vous à Paris (2006) i Quatre ? (2007), que tanquen la tetralogia Tétralogie du Monstre, aquest cop sobre la ruptura de l'ex-Iugoslàvia, però ambientada en el futur. La primera part va ser publicada el 1998 amb el títol de Le Sommeil du Monstre i presenta el personatge principal, Nike, que recorda la guerra en una sèrie remembrances traumàtiques. Li segueix la trilogia Coup de Sang (2009-2014) una distopia sobre el canvi climàtic.
La seva carrera cinematogràfica ha reviscut recentment amb la pel·lícula d'alt pressupost Immortel (ad vitam), que és el primer intent d'adaptació dels seus llibres a la pantalla.

## Treballs
- Légendes d'aujourd'hui Text: Pierre Christin)
  - La croisière des oubliés, 1975
  - Le Vaisseau de pierre, 1976
  - La Ville qui n'existait pas, 1977
  - Les Phalanges de l'Ordre Noir, 1979
  - Partie de chasse, 1983
- Exterminateur 17 (dibuix), amb Jean-Pierre Dionnet (guió), Les Humanoïdes associés, 1979.
- Trilogie Nikopol (Trilogia de Nikopol)
  - La foire aux immortels (dt. La fira dels immortals), 1981
  - La femme piège (dt. La dona trampa), 1986
  - Froid equateur (dt. Fred Equador), 1992
- Tétralogie du Monstre (Tetralogia del Monstre)
  - Le sommeil du monstre, 1998
  - 32 décembre, 2003
  - Rendez-vous à Paris, 2006
  - Quatre ?, 2007
- Trilogie du Coup de sang
  - Animal'z, 2009.
  - Julia & Roem, 2011.
  - La Couleur de l'air, 2014.

## Cinema
- Bunker Palace Hôtel (1989)
- Tykho Moon (1996)
- Immortel (ad vitam) (2004)